# Dom-Clemente-Schule
Die Dom-Clemente-Schule (DCS) ist eine Grund-, Haupt- und Werkrealschule in Schonach.

## Geschichte
Die Schule wurde 1813 als Grund- und Hauptschule gegründet. In den 1970er Jahren wurde die Schule um einen großen Neubau und eine Sporthalle mit Sportplatz erweitert. Später wurde die Schule als Werkrealschule eingetragen. Die Dom-Clemente-Schule erhielt das Zertifikat: Grundschule mit sport- und bewegungserzieherischem Schwerpunkt und wurde als anerkannte Naturparkschule ausgezeichnet.
Jährlich kommen die Teams von Jugend trainiert für Olympia in die Schule und werden dort trainiert. Seit 2004 ist Hansjörg Jäkle Lehrer an der Dom-Clemente-Schule Schonach.

## Bekannte Schüler
- Benedikt Kuner (1889–1945), NSDAP-Politiker
- Hansjörg Jäkle (* 1971), Skispringer
- Karl Rombach (* 1951), CDU-Politiker
- Klaus Ringwald (1939–2011), Bildhauer